# Präsumtion
Das Fremdwort Präsumtion (von lat. praesumptio; Nebenform: Präsumption) steht für eine Annahme, eine Vermutung oder eine Voraussetzung. Eine Präsumtion bezeichnet allgemein die Voraussetzung, die bei der Beurteilung einzelner Fälle aus Wahrscheinlichkeitsgründen als Regel zugrunde gelegt wird.
Beispiel:
- „Wer anonym schreibt und polemisirt, hat eo ipso die Präsumtion gegen sich, daß er das Publikum betrügen, oder ungefährdet Anderer Ehre antasten will.“ Arthur Schopenhauer, Ueber Schriftstellerei und Stil, Berlin 1851

Das Adjektiv präsumtiv steht für „mutmaßlich“. Beispiele:
- Ein präsumtiver Nachfolger ist der voraussichtliche bzw. der designierte nächste Machthaber (Staatsrecht); siehe auch Heir Presumptive.
- Das präsumtive Entwicklungsvermögen eines Keimteils bezieht sich auf seine voraussichtliche Entwicklung (Biologie).

Als Präsumtivwerte werden Werte bezeichnet, die sich aus früheren Untersuchungen ableiten lassen. Sie werden so behandelt, als ob es wahre Werte wären (Naturwissenschaften).